# كولين نيش
كولين نيش (7 مارس 1981 بإدنبرة في المملكة المتحدة - ) (بالإنجليزية: Colin Nish)‏ هو مدرب كرة قدم ولاعب كرة قدم بريطاني في مركز الهجوم. لعب مع دونفرملين أثلتيك ونادي كيلمارنوك ونادي هيبرنيان ونادي دمبرتون ونادي كلايد ونادي ألوا أثليتيك ونادي هارتلبول يونايتد ونادي دندي ونادي كاودينبيث لكرة القدم.

## وصلات خارجية
- كولين نيش على موقع قاعدة بيانات كرة القدم.إي يو (الإنجليزية)
- كولين نيش على موقع Soccerbase.com (لاعب) (الإنجليزية)
- كولين نيش على موقع عالم كرة القدم.نت (الإنجليزية)